# 2Moons: The Series
2Moons: The Series (em tailandês:  เดือนเกี้ยวเดือน) é uma série tailandesa exibida pela One31 desde 7 de maio de 2017. É adaptado da novela Moon Courting Moon por Chiffon Cake. A série será dividida em 3 temporadas, com um total de 36 episódios. A segunda temporada 2moon 2 foi ao ar no Mello Thailand de 29 de junho de 2019 a 14 de setembro de 2019, estrelando Benjamin Brasier, Teerapat Ruangritkul, Archen Aydin, Kornchid Boonsathitpakdee, Naret Promphaopun e Woranart Ratthanaphast.

## Enredo
Wayo é aceito na Universidade de Kantaphat, na Faculdade de Ciências; na mesma instituição em que estuda, Phana, um garoto do segundo ano pelo qual sempre foi apaixonado, embora nunca tenha conseguido falar com ele. Quando Wayo tiver a chance de se tornar a "lua" de sua faculdade, os dois começarão a passar tempo juntos, porque o próprio Phana foi a "lua" da faculdade de medicina no ano anterior e deve supervisionar os calouros que participam da competição. Apesar de inicialmente o caráter forte de Phana torna difícil para Wayo qualquer interação mais simples, os dois lentamente se aproximam cada vez mais.
Então, Wayo começou a visitar amigos de Phana, Beam e Kit; é este último que de repente se apaixona por Ming, o melhor amigo de Wayo, que começa a cortejá-lo apesar de sua pressa inicial.

## Elenco

### Elenco principal
- Suradet Piniwat como Wayo "Yo" Panitchayasawad
- Itthipat Thanit como Phana "Pha" Kongthanin
- Warodom Khemmonta como Mingkwan "Ming" Daichapanya
- Panuwat Kerdthongtavee como Mongkol "Kit" Intochar
- Darvid Kreepolrerk como Jaturapoom "Forth" Jamornhum
- Thanapon Jarujitranon como Baramee "Beam" Vongviphan

### Elenco de apoio
- Meme Nopparat als Suphat "Pring" Wijittan
- Maryann Elizabeth Porter als Natedaojit "Nate" Umnhoy
- Jayjay Pachtara als Kookgai
- Phongsathorn Padungktiwong als Suthee Sittiprapaphan
- Sattapong Hongkittikul als Park
- Aemjst Soottisat, Jirawat Soottisat, Ofaf Kurobuta, Midichanidapa e Phee Pikulngern como gangue de anjo das fadas

## Trilha sonora
- Pause - Kae Dai Bpen Kon Soot Tai Tee Tur Kit Teung (tema de abertura)
- Witwisit Hiranyawongkul - Nup Neung Gun Mai (ending title ep. 1-3, 9-10, 12 + 1 special)
- Meme - Eek Krung... Dai Mai (tema de encerramento ep. 4-8)
- Suradet Piniwat - Kon Tummadah (Cover Version) (tema de encerramento ep. 11)
- The Bottom Blues - 1 2 3 4 5 I Love You
- Calories Blah Blah - Yahk Roo... Dtae Mai Yahk Tahm

## Prêmios e indicações
- LINE TV Awards 2018 - Melhor cena de beijo (Itthipat Thanit e Suradet Piniwat)[2]